# Villamoros de Mansilla
Villamoros de Mansilla ist ein Ort am Jakobsweg in der Provinz León der Autonomen Gemeinschaft Kastilien-León, administrativ ist es von Mansilla Mayor abhängig.
Der Name des Ortes weist auf die früheren maurischen Bewohner, die Mudejares hin.

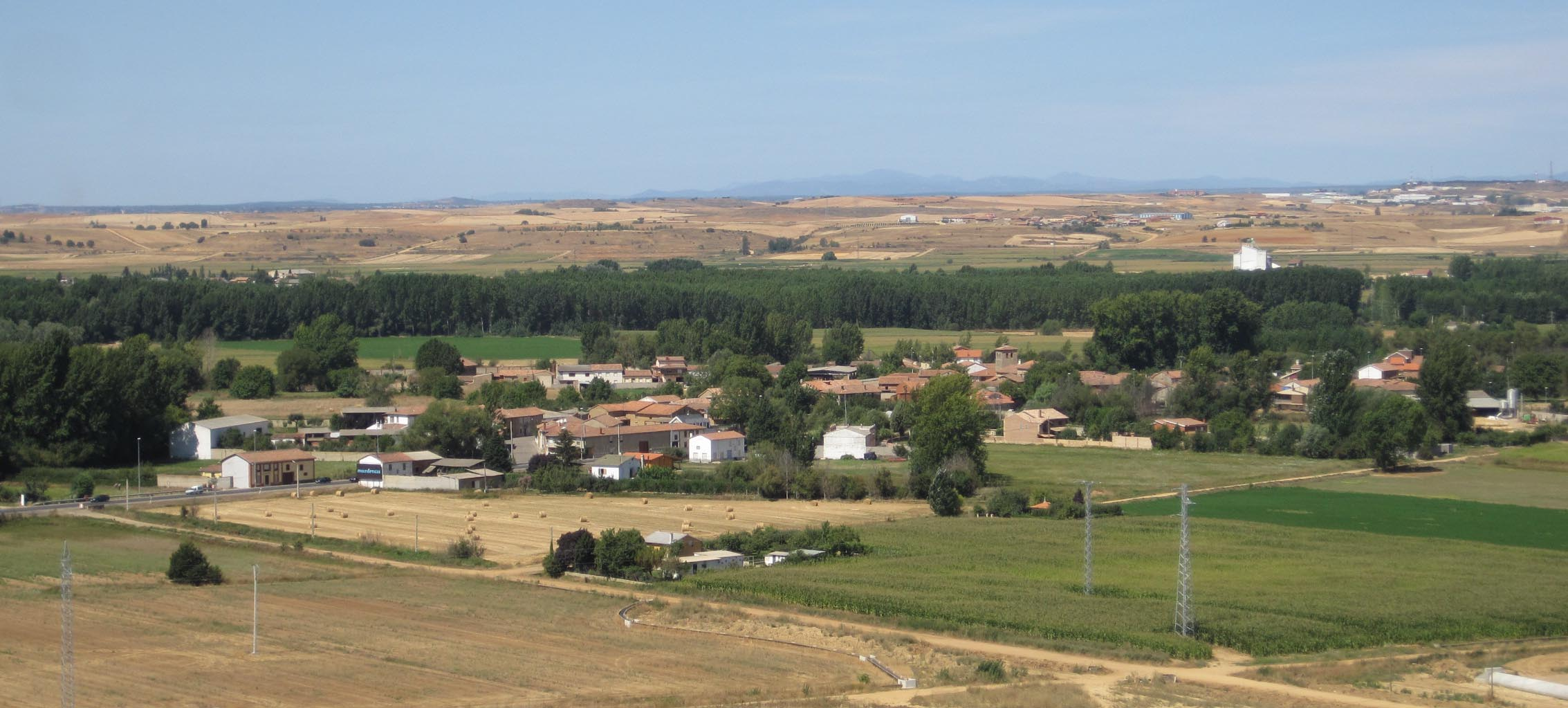
Villamoros de Mansilla